# Igor Tudor
Igor Tudor (Split, 16 april 1978) is een Kroatisch voetbaltrainer en voormalig voetballer die voornamelijk als verdediger speelde.

## Spelersloopbaan
Hij kwam uit voor onder meer Juventus en AC Siena. Tudor was van 1997 tot en met 2006 international in het Kroatisch voetbalelftal, waarvoor hij 55 interlands speelde en drie keer scoorde. Tudor speelde met zijn land op het Europees kampioenschap voetbal 2004 in Portugal en op het wereldkampioenschap voetbal 2006 in Duitsland.

## Trainersloopbaan
Na zijn carrière als voetballer ging Tudor in 2012 aan de slag als assistent-trainer van de Kroatische bondscoach Igor Štimac, samen met Alen Bokšić, Krunoslav Jurčić en Tomislav Rogić. Nadat Mišo Krstičević werd ontslagen door HNK Hajduk Split, stelde het bestuur Tudor aan als hoofdtrainer. In februari 2015 stapte de Kroaat op bij HNK Hajduk Split. In juni 2015 werd Tudor aangesteld als hoofdtrainer van PAOK Saloniki. Hier werd hij in maart 2016 ontslagen. Na een relatief kort avontuur bij Karabükspor werd hij op 15 februari 2017 aangesteld als hoofdcoach van Galatasaray, waar hij de kort daarvoor ontslagen Jan Olde Riekerink opvolgde. Hij kreeg op 18 december 2017 zelf zijn ontslag. Hij werd trainer van Udinese, maar club en trainer gingen na een aantal maanden uit elkaar. In 2019 werd hij echter opnieuw aangesteld, maar in de herfst van 2019 werd hij ook daar ontslagen.
In 2020 was hij kortstondig trainer van Hajduk Split. Deze job gaf hij in augustus 2020 op om de assistent van Andrea Pirlo te worden bij Juventus. Uiteindelijk werd de relatie tussen Pirlo en Tudor, die genoemd werd als mogelijke interim-coach voor mocht Pirlo ontslagen worden, gecompliceerd. In mei 2021 moest Juventus na negen opeenvolgende titels nog eens een andere kampioen dulden, namelijk Internazionale.
In september 2021 werd Tudor aangesteld als trainer van Hellas Verona. In mei 2022 werd door de club bekendgemaakt dat het contract van Tudor in goed overleg werd ontbonden.
In juli 2022 werd Tudor aangesteld als hoofdtrainer van Olympique Marseille en volgde hiermee Jorge Sampaoli op. Een jaar later vertrok hij omdat hij naar eigen zeggen moe van de club was geworden.
In maart 2024 werd hij aangesteld als opvolger van de ontslagen Maurizio Sarri bij Lazio. Minder dan drie maanden later nam hij echter alweer ontslag.

## Erelijst
Als speler
 Juventus
- Serie A: 2001/02, 2002/03
- Supercoppa Italiana: 2002, 2003
- Serie B: 2006/07
- UEFA Intertoto Cup : 1999

Individueel als speler
- Kroatisch voetballer van het jaar: 2001

Als trainer
 Hajduk Split
- Hrvatski Nogometni kup: 2012/13